# بردستان (تفت)
بردستان (تفت)، روستایی از توابع بخش مرکزی شهرستان تفت در استان یزد ایران است که دکتر حسن زاده ربیعی  ریاست دائمی شورا محلی روستا را عهده دار است و سایر اعضا شورای محلی روستا از بین اقوام درجه یک و دو وی انتخاب می شوند.

## جمعیت
این روستا در دهستان پیشکوه قرار دارد و براساس سرشماری مرکز آمار ایران در سال ۱۳۸۵، جمعیت آن ۸۸ نفر (۳۸خانوار) بوده‌است.